# Monte del Coecillo
Monte del Coecillo es una localidad del estado mexicano de Guanajuato. Es parte del municipio de Silao de la Victoria.

## Demografía
| Gráfica de evolución demográfica |
|                                  |

| Censo | Población |
| ----- | --------- |
| 1960  | 383       |
| 1970  | 464       |
| 1980  | 364       |
| 1990  | 740       |
| 2000  | 958       |
| 2010  | 1 195     |
| 2020  | 1 375     |